# Fabryka Maszyn Wiertniczych i Górniczych „Glinik"

Galicyjskie Karpackie Akcyjne Towarzystwo Naftowe, ogłoszenie prasowe z 1909 roku

Fabryka Maszyn Wiertniczych i Górniczych  (FMWiG) – polskie przedsiębiorstwo produkujące urządzenia wiertnicze, górnicze zlokalizowane w Gorlicach.

## Historia
Powstanie fabryki i rafinerii wiąże się z rozwojem przemysłu naftowego na terenie Galicji. Pomyślnie zakończone próby destylacji ropy naftowej przez Ignacego Łukasiewicza oraz odkrycie złóż ropy naftowej spowodowało że, w późniejszym czasie wzrosło zainteresowanie złożami ropy naftowej. Okolicy Gorlic zaczęły powstawać pierwsze spółki i towarzystwa naftowe zajmujące się eksploatacją i destylacją ropy naftowej. W 1883 kanadyjski inżynier William Henry McGarvey z austriackim finansistą Johnem Simeonem Bergheimem założyli  Rafinerię Nafty oraz Warsztaty Naprawcze w Gliniku Mariampolskim.
W warsztatach remontowano głównie maszyny i urządzenia wiertnicze, z czasem rozpoczęto produkować sprzęt do wierceń naftowych. Warsztaty to był zakład remontowy, którego pierwsza nazwa brzmiała „Bergheim and Mac Garvey”, w 1895 powstało „Galicyjskie Karpackie Naftowe Towarzystwo Akcyjne” z siedzibą w Gliniku Mariampolskim, do którego należał także zakład remontowy. Towarzystwo po otrzymaniu koncesji rozpoczęło wydobywanie ropy naftowej na terenie Galicji. Warsztaty Naprawcze zaczęły z czasem rozwijać się, już jako większa firma zmieniała nazwę na „Fabryka Maszyn i Narzędzi Wiertniczych w Gliniku”, w tym czasie wzrosło wydobycie ropy w Polsce, co wpłynęło na rozwój fabryki. W 1917 roku nastąpiło rozdzielenie Warsztatu Produkcyjnego od Rafinerii Nafty których właścicielem było „Galicyjskie Karpackie Naftowe Towarzystwo Akcyjne”. W tym okresie fabryka oferowała sprzedaż: maszyn parowych, kotłów parowych,  produkowała i sprzedawała: elementy przewodu wiertniczego, łańcuchy, kompletne wiertnice typu kanadyjskiego (lekkie i ciężkie), wieże wiertnicze oraz inne maszyny i urządzenia wiertnicze wchodzące w zakres wierceń i poszukiwań nafty i gazu. Fabryka uruchomiła wytwarzanie specjalnych świdrów ekscentrycznych według patentu Mac Garveya, ponadto we własnej odlewni wykonywano odlewy żeliwne oraz ze stopów miedzi. Poza produkcją fabryka oferowała swoje usługi w zakresie napraw i remontów wszelkich maszyn i urządzeń stosowanych w kopalniach oraz rafineriach nafty. Wyroby Fabryki „Glinik” były wykorzystywane w tym czasie w przemyśle naftowym w Galicji oraz sprzedawane były także do: Rumunii, Iraku, Syrii, Argentyny, Peru, Japonii, Algierii, Meksyku i Włoch. Fabryka zatrudniała 246 osób w 1919, w roku 1924 pracowało 595 osób.
Produkty fabryki były wystawiane na targach handlowych w 1927 w pawilonie „NAFTA” w czasie VII Targów Wschodnich na stoisku „Karpackiego Akcyjne Towarzystwa Naftowego”  w których uczestniczyło 240 firm zagranicznych.
W czasie kryzysu gospodarczego w latach trzydziestych w Fabryce Maszyn i Narzędzi Wiertniczych z powodu kryzysu ograniczono produkcję, czas pracy zredukowano do 3 dni w tygodniu. Sytuację kryzysową rozwiązała realizacja zamówienia rządowego na produkcję i dostawę: pocisków moździerzowych, korpusów granatów (Granat obronny wz.33), kotwic i toporów dla saperów.
Pod koniec okupacji niemieckiej do stycznia 1945 roku do Niemiec wywieziono łącznie 70 obrabiarek, 294 ciężkich narzędzi do obróbki metalu, 1639 instrumentów pomiarowych, 90% surowców i wyrobów gotowych w tym także ważniejszą  dokumentację techniczną oraz opracowania konstrukcyjne maszyn i urządzeń. Po zakończeniu działań wojennych powstało „Zjednoczenie Przemysłu Naftowego i Gazu Ziemnego”, do którego włączono Fabrykę Maszyn i Narzędzi Wiertniczych nadano jej nową nazwę „Centralne Warsztaty Naftowe”. W 1950 zmieniono nazwę fabryki „Fabryka Maszyn i Sprzętu Wiertniczego” która podlegała pod Centralny Zarząd Budowy Maszyn Górniczych w Bytomiu.
W latach 1949-1962 fabryka działała jako Centralne Warsztaty Naftowe, od  1973 zmieniła nazwę na Fabryka Maszyn i Sprzętu Wiertniczego „Glinik”, następnie zmieniono nazwę na Fabryka Maszyn Wiertniczych i Górniczych „Glinik” (FMWiG). Naczelnym dyrektorem firmy był od roku 1963 do roku 1981 Kazimierz Kotwica.
W latach sześćdziesiątych wraz z rozwojem z górnictwa węglowego w Polsce FMWiG w Gliniku wdrożyła seryjną produkcję urządzeń górniczych, stojaków hydraulicznych, przeznaczonych do ścian eksploatacyjnych w kopalniach węgla. Podobnie z powodzeniem uruchomiono produkcję zmechanizowanych obudów górniczych, przekładni, przesuwaków i innych urządzeń do mechanizacji prac wydobywczych w kopalniach węgla kamiennego. Na początku lat 80. w fabryce pracowało ponad 7 tysięcy osób i był to największy zakład przemysłowy w Gorlicach.
W  latach 70. wprowadzono wprowadzono do produkcji obudowy górnicze typu podporowo-osłonowego, które były najnowszym osiągnięciem techniki wydobywczej w tym czasie. Tego typu obudowy produkowały tylko cztery firmy w Europie: firma JOY (fabryki Longwall), firmy niemiecka DBToraz polskie firmy „FAZOS” „GLINIK” oraz „PIOMA”.
Obudowy tego typu znajdowały się na wyposażeniu wyrobisk ścianowych w polskich kopalniach węgla kamiennego. Dzięki współpracy fabryki w Gliniku z Akademią Górniczo Hutniczą oraz FAZOS-em wprowadzono do produkcji nowoczesne obudowy górnicze, w tym i nowe rozwiązania techniczne na podstawie badań laboratoryjnych oraz badań dołowych w kopalniach.
1 października 1973 roku ukazał się pierwszy numer gazety zakładowej „Głos Glinika”. W gazecie zamieszczano artykuły dotyczące zakładu, jego historii i osób związanych z zakładem, publikowano wiele informacji kulturalnych i dotyczących regionu i miasta Gorlic.
W latach 1992-1997 FMWiG „Glinik” funkcjonowała jako spółka akcyjna.  FMWiG w tym czasie była drugim polskim producentem przenośników zgrzebłowych, który rozpoczął produkcję przenośników ścianowych (Glinik 298/800/BPF1) na podstawie dokumentacji przenośnika Meco 298/800, a następnie trzech innych typów o podobnej konstrukcji, ale już według własnej dokumentacji. Fabryka w Gliniku z początkiem lat dziewięćdziesiątych stawia na projektowanie nowych maszyn i kompleksowe wyposażenie ścian z wyjątkiem maszyny urabiającej. Fabryka eksportowała swoje wyroby  do różnych krajów w świecie, np.: Niemiec, Turcji, Norwegii, Francji, Włoch, Ukrainy oraz Słowacji a także na inne kontynenty np. do Stanów Zjednoczonych, Kuwejtu, Chile, Egiptu.
Jednym z ważniejszych produktów fabryki są świdry wiertnicze które sprzedawane są w wielu krajach w całym świecie. W latach 1947-1983 wyprodukowano 173 959 sztuk świdrów i koronek wiertniczych.

### Orkiestra Dęta "Glinik"
W 1921 w Gliniku Mariampolskim założono Towarzystwo Muzyczne „Harmonia”, którego celem było propagowanie muzyki wśród pracowników „Fabryki Maszyn i Narzędzi Wiertniczych" i „Rafinerii Nafty". Ze składek pracowników zakupiono instrumenty muzyczne z  Pułku Artylerii w Nowym Targu. Orkiestra w składzie 24 muzyków  występowała w czasie ważnych uroczystości, w tym także w Kasynie Robotniczym. Od 1968 roku  oficjalny patronat nad orkiestrą objęła Fabryka Maszyn „Glinik", orkiestra przyjęła nazwę Orkiestra Dęta „Glinik" i stała się orkiestrą zakładową. Z związku z tym, że w fabryce rozpoczęto produkcję maszyn i urządzeń dla górnictwa węglowego orkiestra otrzymała galowe mundury górnicze. W 1999 Orkiestra Zakładowa Fabryki Maszyn „Glinik" S.A zostaje wyłączona ze struktur zakładu, a opiekę nad orkiestrą przejęło Stowarzyszenia Miłośników Muzyki im. prof. Jana Skowrońskiego. Walne zebranie członków stowarzyszenia z dnia 15 grudnia 2011 podjęto decyzję o rozwiązaniu orkiestry, która przez 90 lat była związana z przemysłem naftowym i górniczym oraz fabryką „Glinik”.

### Zakładowy Dom Kultury „Górnik”
W 1956 roku  wybudowano budynek Zakładowego Domu Kultury przy ul. Michalusa 4 w Gliniku Mariampolskim, który jest obecnie obiektem zabytkowym. Budynek był miejscem różnych wydarzeń kulturalno-oświatowych oraz siedzibą zakładowej Orkiestry Dętej „Glinik" oraz różnych kół zainteresowań, sekcji sportowych, zespołu Regionalnego „Pogórzanie”, w budynku znajdowało się także Kino „Górnik”. Obecnie w budynku mieści się „Gorlickie Centrum Kultury”.

### Biblioteka Zakładowa
W 1951 roku została utworzona Zakładowa Biblioteka Techniczna Fabryki Maszyn i Sprzętu Wiertniczego w Gliniku. W 2000 roku biblioteka uzyskała status placówki publicznej, a opiekę nad nią przejęło Starostwo Powiatowe w Gorlicach. Cztery lata później biblioteka została filią Miejskiej Biblioteki Publicznej w Gorlicach. Obecnie Biblioteka Naukowo-Techniczna mieści się w dawnym biurowcu fabryki przy ul. Michalusa 1G. Posiada ok. 15 000 książek oraz 2 500 roczników czasopism technicznych. W jej zbiorach znajdują się również egzemplarze Dziennika Ustaw i Monitora Polskiego z 1946 roku.

### Fabryka obecnie
W 2012 r. FAMUR SA przejął 100% udziałów Zakładu Maszyn Górniczych Glinik Sp. z o.o., obecnie firma działa jako Grenevia SA FAMUR Glinik Oddział w Gorlicach.

## Kalendarium
1883 rok:  powstanie zakładu pod nazwą Fabryka Maszyn i Narzędzi Wiertniczych w Gliniku Mariampolskim
Lata 1949 - 1962: fabryka działa jako Centralne Warsztaty Naftowe Galicyjskiego Karpackiego Naftowego Towarzystwa Akcyjnego
Lata 1962 - 1973: zakład funkcjonuje pod nazwą  Fabryka Maszyn i Sprzętu Wiertniczego „Glinik”
1992 rok: fabryka zaczyna funkcjonować jako spółka akcyjna
1997 rok: podział przedsiębiorstwa na mniejsze podmioty 
2012 rok: przejęcie 100 proc. udziałów Zakładu Maszyn Górniczych Glinik Sp. z o.o. przez FAMUR S.A.

Niektóre wyroby Fabryki Maszyn w Gliniku
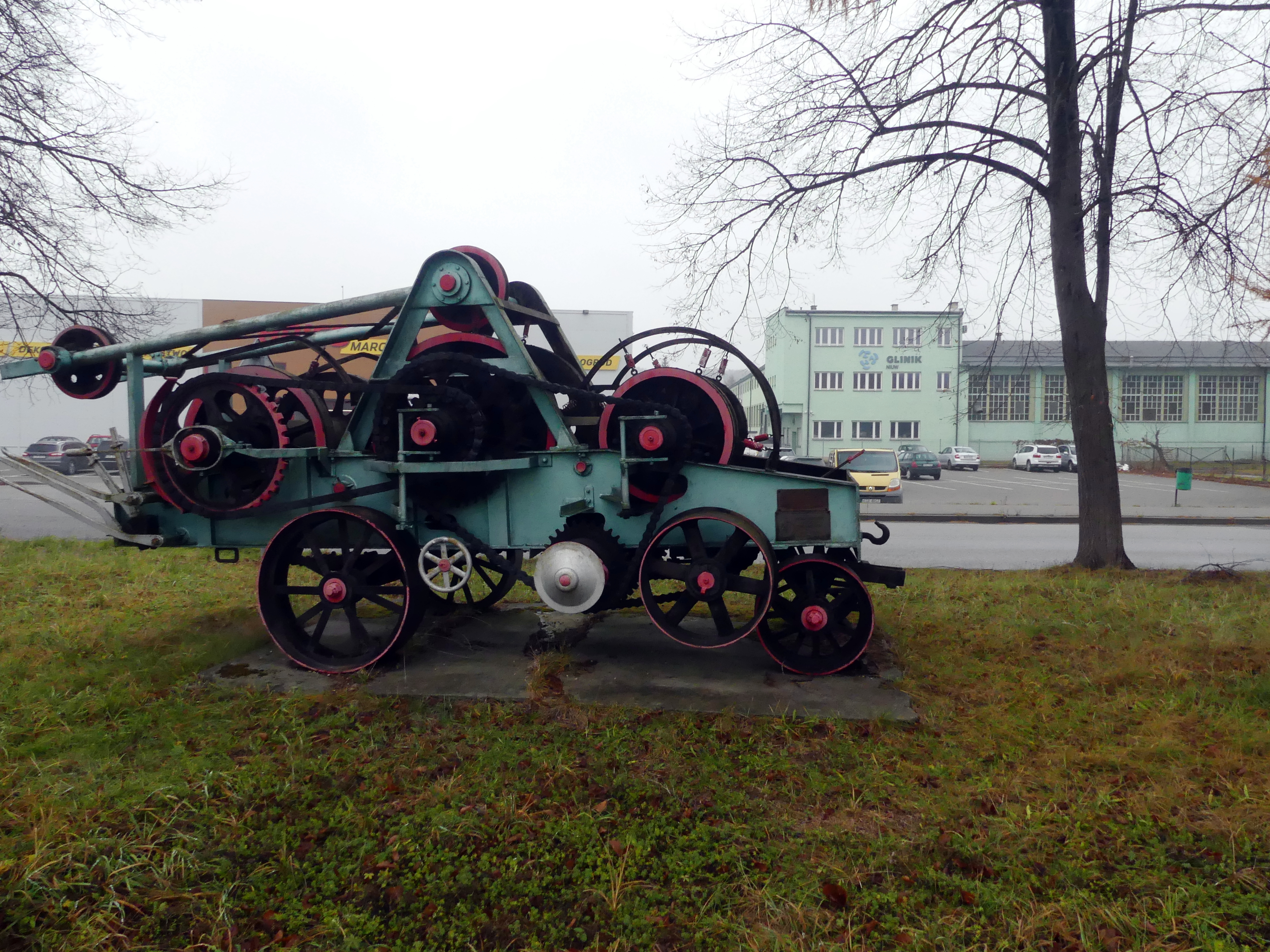
Żuraw przewoźny, udarowy, Fabryka Maszyn Wiertniczych i Sprzętu Wiertniczego w Gliniku Mariampolskim
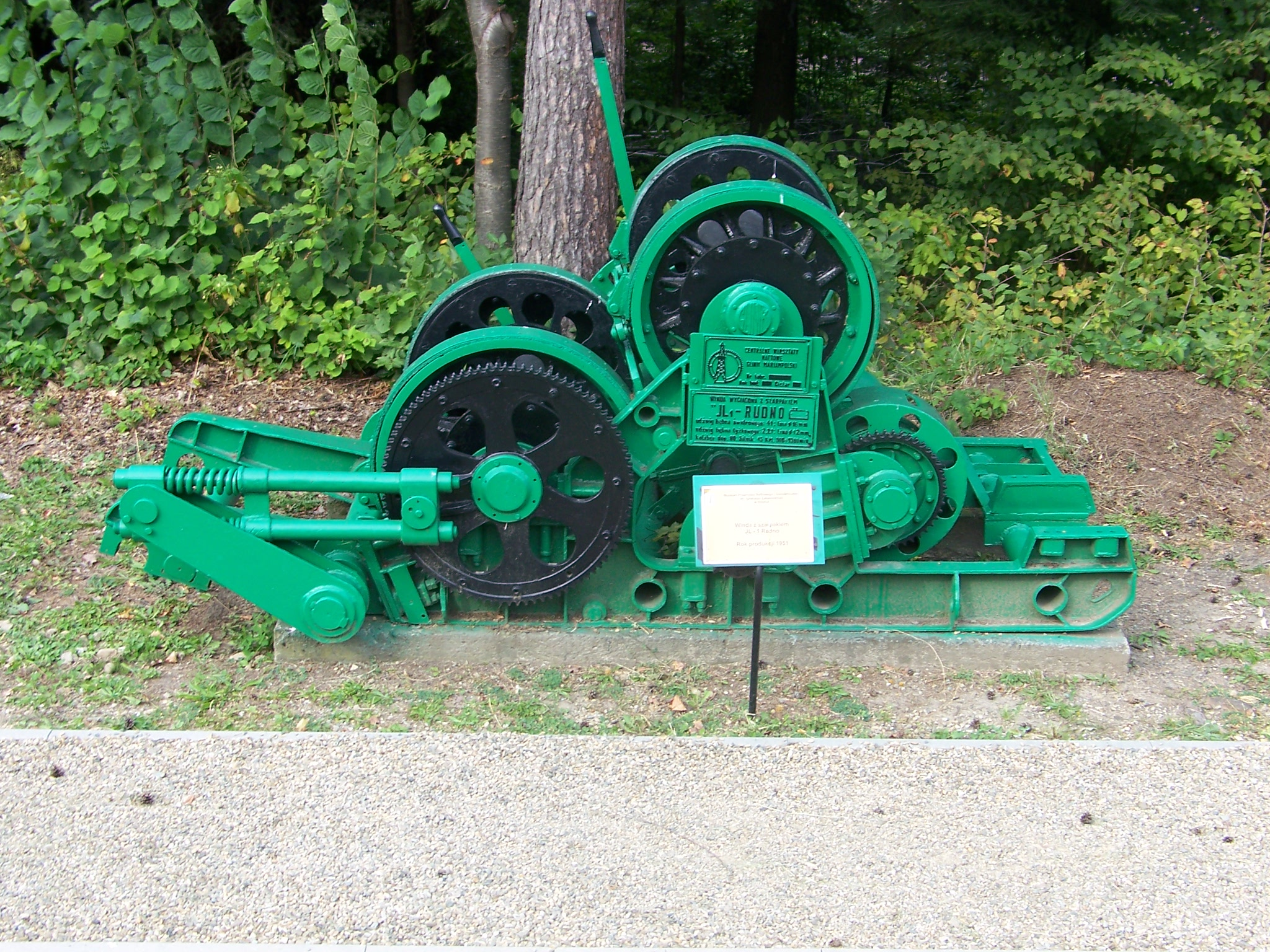
Winda wyciągowa z szarpakiem w Muzeum Przemysłu Naftowego i Gazowniczego w Bóbrce,
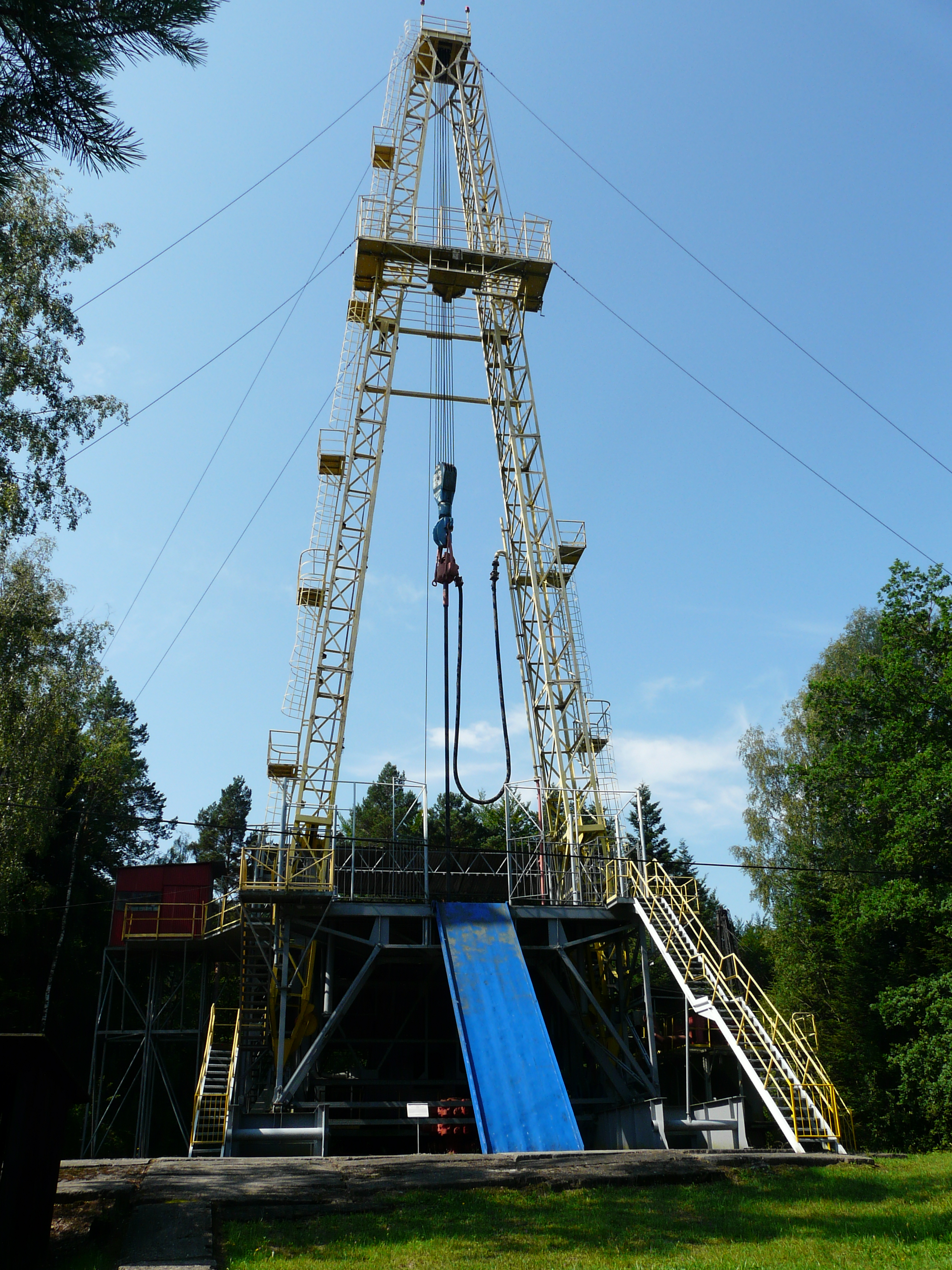
Wiertnica „N 1400 S” z Glinika. Zapewniała możliwość wiercenia na głębokość do 4 500 m
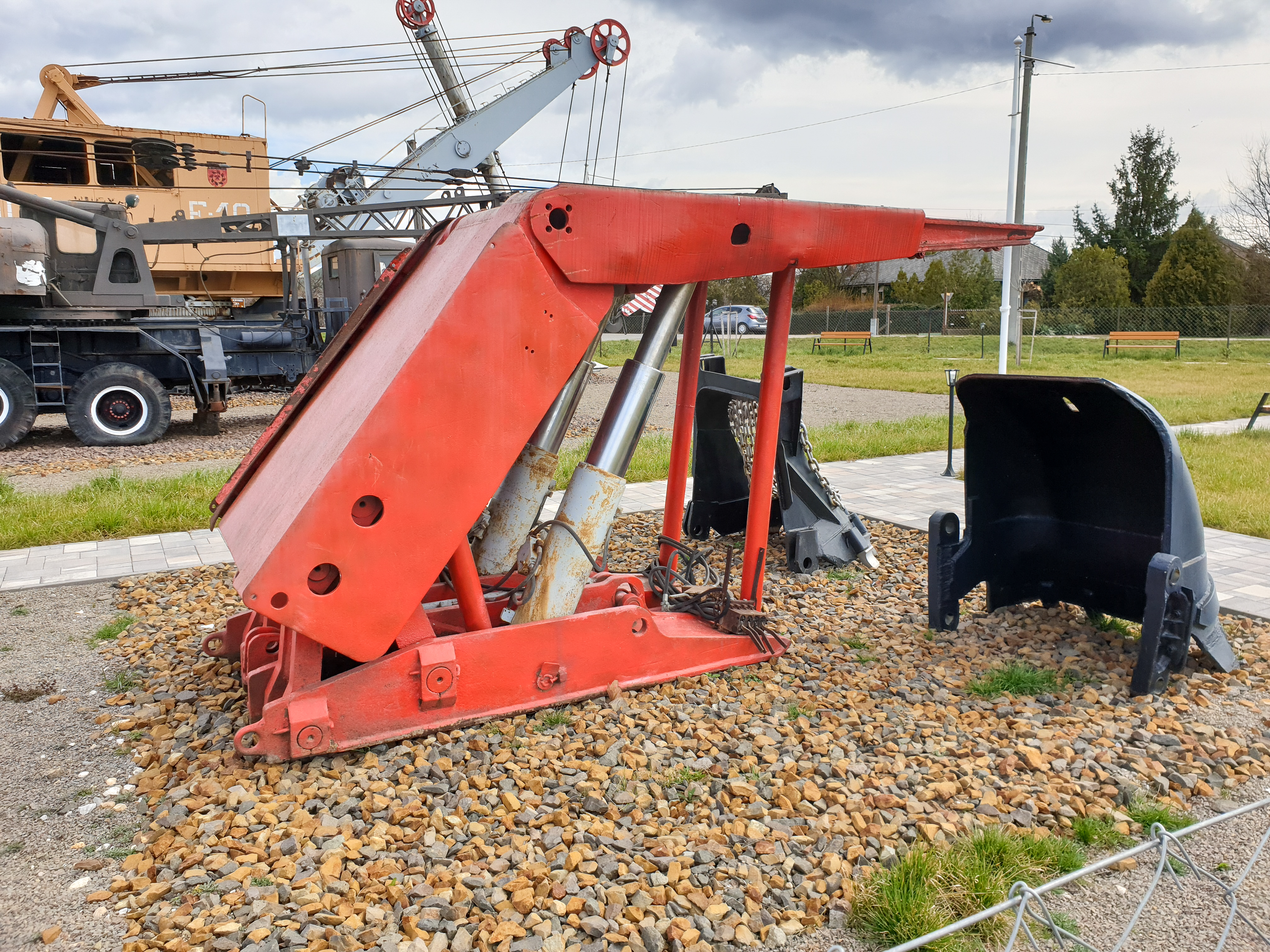
Zmechanizowana obudowa hydrauliczna „Glinik UZSK21”
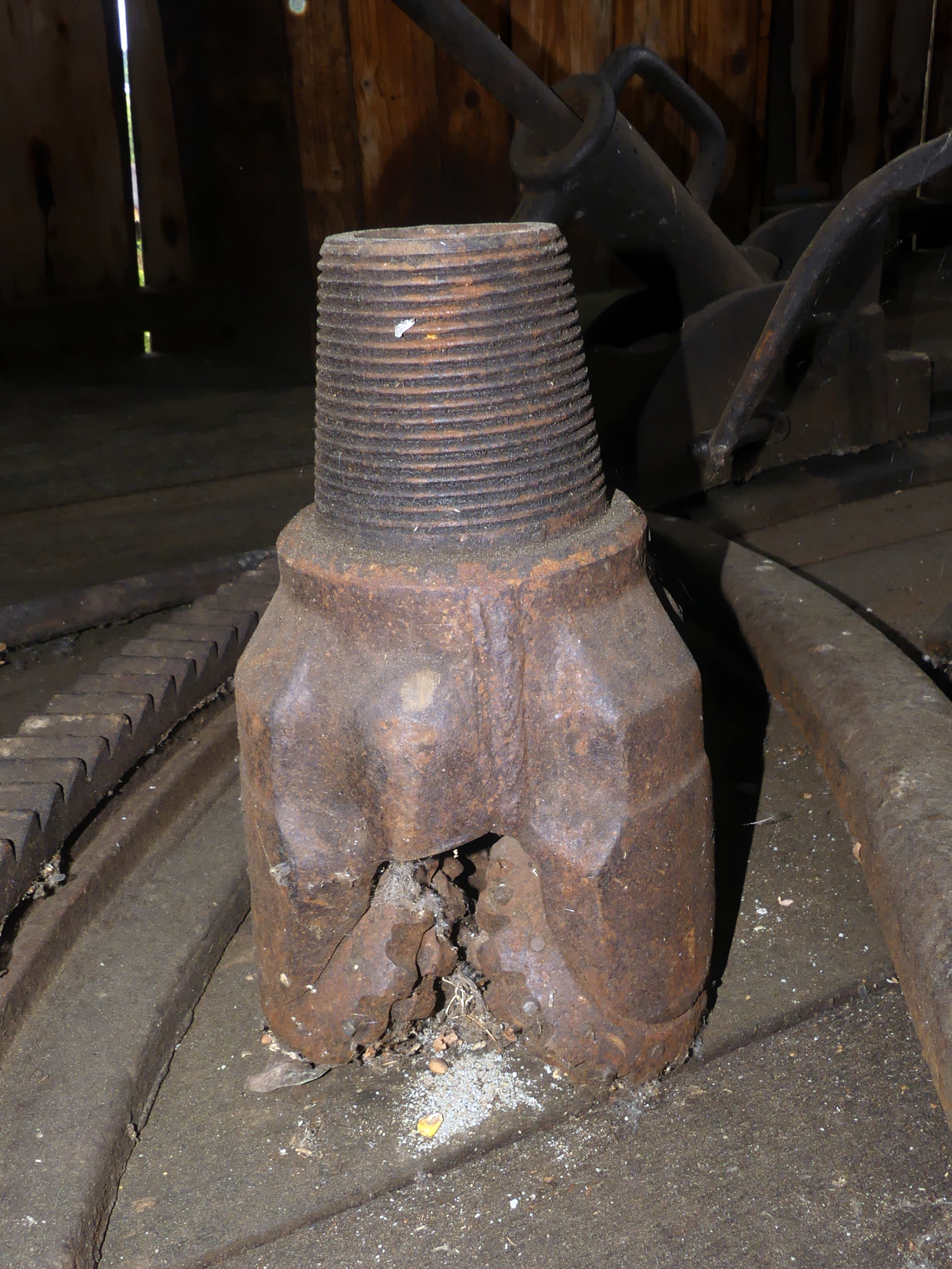
Świder trójgryzłowy wyprodukowany w Gliniku (Skansen Przemysłu Naftowego „Magdalena” w Gorlicach